# Tatort: Teufelskreis
Teufelskreis ist ein Fernsehfilm aus der Kriminalreihe Tatort der ARD, des ORF und SRF. Der Film wurde vom MDR unter der Regie von Hans-Werner Honert produziert und am 31. Oktober 2004 erstmals ausgestrahlt. Es handelt sich um die Tatort-Folge 577. Für den Kriminalhauptkommissar Bruno Ehrlicher und seinen Kollegen Kain  ist es der 14. Fall, in dem sie in Leipzig ermitteln.

## Handlung
Die Kommissare Ehrlicher und Kain werden zum Völkerschlachtdenkmal gerufen, nachdem dort der Neonazi Linhard Banzhaff mit einem Schlag gegen den Kehlkopf getötet und aus großer Höhe gestoßen wurde. Seine Kameraden halten den Künstler Mayer-Lischinski, der früher einmal mit Banzhaff befreundet war, für den Täter und machen Jagd auf ihn. Er soll für den Tod ihres Kameraden sühnen. Aber auch die Polizei ist auf der Suche nach Mayer, den sie in seinem Atelier vermuten, dort aber nicht finden. Dafür wurde dort alles von den Neonazis verwüstet.
Mayer sucht inzwischen Unterschlupf bei seiner Exfrau, der Pastorin Antje Lischinski. Er erklärt ihr, dass er sich mit Banzhaff geprügelt hatte, um ihn daran zu hindern, ein Transparent mit rechtsradikalem Inhalt am Völkerschlachtdenkmal zu entfalten. Umgebracht hätte er ihn nicht. Als ihn die Ermittler in der Kirche ausfindig machen, flieht er und wird dabei von den Neonazis entdeckt und erneut verfolgt. Doch Kain ist schneller und nimmt Mayer fest, ehe seine Verfolger ihn erreichen und möglicherweise erschlagen. Bei der Vernehmung beteuert er seine Unschuld.
Ehrlicher findet diverse Anzeichen dafür, dass Banzhaff als V-Mann gearbeitet hatte. Auch sein bester Freund Peter Wichmann bekommt Zweifel an der Treue Banzhaffs zu den Kameraden. Als er sich in dessen Wohnung umsieht, findet er größere Mengen Bargeld und Unterlagen, die er der Polizei übergibt, da Banzhaff ihn darum gebeten hatte, wenn ihm etwas zustoßen sollte. Mit diesem Material hat Ehrlicher nun endlich etwas in der Hand, um den Kollegen vom Verfassungsschutz entgegenzutreten. Er hat seit Beginn des Mordfalls immer wieder deren Aktivitäten feststellen, aber nie beweisen können. So war deren Kollegin Rita Faulhaber zur Tatzeit am Völkerschlachtdenkmal, was die Auswertung von Überwachungsaufnahmen ergab. Ehrlicher stellt sie und ihren Vorgesetzten Hilpert zur Rede und bemängelt die ungenügende Absprache miteinander. Faulhaber gibt zu, dass Banzhaff ihr V-Mann war und sie mit wertvollen Informationen versorgt hatte, sodass seit einiger Zeit die Neonaziszene sehr effektiv untergraben werden konnte. Zur Tatzeit war sie auf dem Denkmal, um ihm sein Honorar zu übergeben. Ehrlicher hält es für möglich, dass Nico Röckmann, der Chef der Neonazis, dies beobachtet hatte und es so zu einem Fememord kam. Diesen Verdacht kann Faulhaber erhärten und übergibt dem Kommissar Material, das beweist, dass Röckmann zur Tatzeit am Denkmal war.
Röckmann wird verhaftet, gibt den Mord jedoch nicht zu. Ehrlicher und Kain sind davon überzeugt, dass die von ihnen gefundenen Beweise ausreichen werden, den Richter zu überzeugen.

## Rezeption

### Einschaltquoten
Bei seiner Erstausstrahlung am 31. Oktober 2004 wurde die Folge Teufelskreis in Deutschland von 6,98 Millionen Zuschauer gesehen, was einem Marktanteil von 22,90 Prozent entsprach.

### Kritik
Volker Müller von der Berliner Zeitung schreibt über diesen Tatort: „In listiger Kooperation von Kripo und Verfassungsschützern wird [der Täter] überführt. Weit gefehlt, wer nun annähme, bei einer so transparenten Ermittlungsfabel müsse sich der Zuschauer langweilen. Der Film fesselt auf ganz andere Weise als durch das übersättigend strapazierte Knobel- und Verwirrspiel einer Tätersuche. Der Autor Fred Breinersdorfer, Regisseur und Co-Autor Hans Werner Honert, ein exzellentes Ensemble erfahrener und begabter jugendlicher Darsteller und nicht zuletzt Jürgen Heimlichs Kamera mit ihren erzählerischen Qualitäten dringen mit beklemmenden Erkundungen ein in die rechtsradikale Szene.“
Die Kritiker der Fernsehzeitschrift TV Spielfilm vergaben für diesen Tatort nur eine mittlere Wertung und schrieben: „Ein toter V-Mann - trotzdem flau, Mann!“.